# 阴地蒿
阴地蒿（学名：Artemisia sylvatica）为菊科蒿属的植物。分布在俄罗斯、朝鲜、蒙古以及中国大陆的内蒙古、河北、黑龙江、贵州、吉林、青海、四川、湖北、陕西、湖南、河南、辽宁、浙江、江西、山东、山西、安徽、甘肃、江苏、云南等地，生长于海拔500米至3,700米的地区，常生长在林缘、低海拔湿润地区的林下及灌丛下阴蔽处，目前尚未由人工引种栽培。

## 别名
林下艾（江苏南部种子植物手册），林地蒿（内蒙古植物志），林中蒿（吉林），火绒蒿（山西），白蒿（黑龙江、湖北、四川），山艾叶、茶绒蒿、白脸蒿（四川）